# Austre Fluholmen
Austre Fluholmen est une île norvégienne dans le comté de Hordaland. Elle appartient administrativement à Bakkasund.

## Géographie
Rocheuse et pratiquement désertique à l'exception de quelques arbres en son centre, elle s'étend sur environ 129 m de longueur pour une largeur approximative de 70 m.